# 唐華鄂
唐华鄂
唐华鄂（1606年－1689年），字仲韡，号陶庵，江苏盐城建湖草堰口人。晚明遗民，出身书香世家，少时聪慧，精通儒学。曾随父唐抱游学庐山白鹿洞书院，崇祯末年入史可法幕府任职，官至归德府通判（正六品）。明亡后辞官归隐，讲学于淮北、鲁南一带，著有文集《唐陶庵家课》。其生平事迹载于钱海岳《南明史》。
生平
唐华鄂生于万历三十四年（1606年），籍贯江苏盐城建湖草堰口。据《草堰口唐氏家谱》记载，出自唐营门二支。现代Y-DNA检测表明，草堰口唐氏属东夷/淮夷支的O-F1266单倍体，始祖可追溯至宋代约910年前。
16岁时（1622年）随父唐抱赴彭蠡、匡庐白鹿洞书院游学。次年（1623年）17岁，参加童子试，首跋《童子课》，时汪心渊任淮安知府。其文才为同辈推重。
崇祯十五年（1642年）已为文社领袖人物。崇祯十七年（1644年）甲申之变后，应征入史可法幕府，协助处理军政文书，不久擢归德府别驾（通判，正六品）。1645年史可法殉难后，唐即弃官归隐家乡。
明亡之后，唐华鄂与王之祯、李子愉、徐子昭等人长期保持交游，曾同赴扬州梅花岭为史可法招魂。归隐期间，生活清淡，以讲学、诗会自遣，常与王之祯、宋曹等文友诗酒唱和。
康熙年间，唐奔走淮北至鲁南一带设馆授徒，讲学濂洛理学，兼采周秦史汉之义理。其文风渊博宏富，长篇恢宏，短章精悍。康熙二十年（1681年）自涟水返乡，结束授馆生涯，孙一致《喜唐陶庵自涟水归》、宋曹《舆图说》均有记载。
康熙二十七年（1688年），托挚友王之祯为文集《唐陶庵家课》作序。翌年（1689年）卒，享年83岁。《盐城县志》载其卒年。
著述
《唐陶庵家课》：收录其八股文与诗文千篇，内容涵盖经史义理，文风清正。康熙二十七年由王之祯作序。
相关著述与诗文，多见于明清遗民文人书信与地方志中。
交游
唐与王之祯交情深厚，自少年结识，六十余年始终不衰。二人同为史可法幕僚，后同归隐，诗文互相砥砺。晚年，王之祯为其《家课》作序，文字代替久别的晤对。
同时，唐与李子愉、徐子昭、宋曹等人往来密切，参与地方文社与诗会。宋曹《舆图说》即记其归乡事。
评价
遗民气节：弃官归隐，不仕清廷，被视为典型的明遗民。
学术：治学严谨，传承程朱理学，兼采史学之义理。
文学：文章体大思深，八十岁仍能从容写作百万言。
历史地位：为江淮士人群体的代表性人物之一，在《南明史》中有传。
参考资料
《草堰口唐氏家谱》
《盐城县志》（光绪本）
钱海岳《南明史》
孙一致《喜唐陶庵自涟水归》
宋曹《舆图说》
王之祯《唐陶庵家课序》